# Eric-Olof Söderström
Eric-Olof Mikael Söderström, född 18 januari 1957 i Åbo, är en finländsk kapellmästare och körledare. 
Efter kantor-organistexamen vid Sibelius-Akademin 1976 har Söderström studerat kördirigering (för Harald Andersén och Eric Ericson, diplom 1985) och orkesterledning (bland annat för Jorma Panula, diplom 1988). Han har varit dirigent för bland annat Akademiska Damkören Lyran (1980–1981) och Akademiska sångföreningen (1983–1985), och grundade 1984 Suomalainen kamarikuoro, med vilken han 1985 vann första pris i Europeiska radio- och TV-unionens tävling Let the Peoples Sing; Radions kammarkör ledde han 1991–1995. Söderström var 1991–1995 dirigent för stadsorkestern i S:t Michel och har gästdirigerat i bland annat Sverige, Norge, Estland och Ryssland. Han var körmästare vid Operafestspelen i Nyslott 1987–1991 och är sedan 1996 körmästare vid Nationaloperan. Sedan 2005 leder han kören Kampin laulu.